# Movimiento Indígena Pachakuti
El Movimiento Indígena Pachakuti (MIP) fue un partido político indianista boliviano fundado en la ciudad de La Paz el 1 de noviembre del año 2000 por el dirigente campesino Felipe Quispe Huanca. 
En las elecciones legislativas de 2002 el partido ganó el 2,2% de los votos populares, obteniendo 6 de los 130 escaños en la Cámara de Diputados de Bolivia, pero no obtuvo ningún escaño en la Cámara de Senadores de Bolivia.
En las elecciones generales de 2002, su candidato Felipe Quispe, participó obteniendo el 6,09 % de la votación (169 239 votos) saliendo en quinto lugar.
El partido participó también en las elecciones generales de 2005 con Felipe Quispe y Sabina Choqueticlla como candidatos para la dupla presidencial, pero al igual que la anterior elección presidencial, Quispe obtuvo el quinto lugar con el 2,16% de la votación (61 948 votos). En estas elecciones, el partido no pudo conseguir ningún escaño, además de haber perdido su personería jurídica al no poder conseguir el porcentaje mínimo del 3% de la votación nacional, requerido por ley electoral.